# Kate Phillips
Kate Phillips (21 mei 1989) is een Brits actrice.

## Biografie
Phillips heeft voor drie jaar gestudeerd aan de Universiteit van Leeds in Leeds, en hierdoor was zij verzekerd van een plaats op de Guildhall School of Music and Drama in Londen. na haar afstuderen keerde zij terug naar Leeds waar zij begon met acteren in het theater. 
Phillip begon in 2015 met acteren in de miniserie Wolf Hall, waarna zij nog meerdere rollen speelde in televisieseries en films. Zij is onder andere bekend van haar optreden in Downton Abbey (2019), Peaky Blinders (2016-2022) en Miss Scarlet and the Duke (2020-heden). 
In 2024 richtte zij samen met actrices Rosie Day en Amber Anderson filmproductiebedrijf Just John Films op. 

## Filmografie

### Films
Uitgezonderd korte films.
- 2021 Benediction - als Hester Gatty
- 2019 Downton Abbey - als Prinses Mary
- 2019 The Aftermath - als Susan Burnham
- 2018 The Little Stranger - als Diana Baker-Hyde

### Televisieseries
Uitgezonderd eenmalige gastrollen.
- 2020-2024 Miss Scarlet and the Duke - als Eliza Scarlet - 24 afl.
- 2023 Hijack - als Colette - 7 afl.
- 2023 Anna Karenina - als Anna Karenina (stem) - 3 afl.
- 2016-2022 Peaky Blinders - als Linda Shelby - 17 afl.
- 2020 The English Game - als Laura Lyttelton - 5 afl.
- 2016 My Mother and Other Strangers - als Tillie Zeigler - 3 afl.
- 2016 The Crown - als Venetia Scott - 3 afl.
- 2016 War & Peace - als Lise Bolkonskaya - 3 afl.
- 2015 Wolf Hall - als Jane Seymour - 5 afl.